# Дагестан (бренди)
«Дагестан» — марка российского бренди, производимого Кизлярским коньячным заводом с 1967 года. С 2008 года является официальным напитком протокольных мероприятий Кремля. 

## История
В 1967 году к 50-летию советской власти Кизлярским коньячным заводом была выпущена марка алкогольного напитка «Дагестан» группы КС («коньяк старый»), крепостью 40 % об., при содержании сахара 12 г/дм³.
В 2008 году «Дагестан», наряду с такими кизлярскими напитками, как «Россия», «Петр Великий», «Багратион» и «Кизляр», стал напитком протокольных мероприятий Московского Кремля.
В ноябре 2019 года французский журнал La Revue du vin de France отдал напитку третье место среди 20-ти самых ожидаемых в Европе напитков.
В октябре 2021 год завод впервые начал экспортировать продукцию марок «Дагестан» и «Россия» в Германию.

## Производство
Напиток вырабатывается из спиртов, полученных по классической коньячной технологии, методом двукратной сгонки виноматериалов на медных аппаратах. Виноматериалы готовят из сортов винограда ркацители, рислинг, шасла и алый терский.
Для купажирования используют отборные спирты возраста не менее 13 лет. Выдержка производится в бочках из кавказского горного столетнего дуба

## Характеристики
Цвет напитка тёмно-золотистый с шоколадными оттенками. Букет сложный, с преобладанием шоколадно-смолистых тонов. Во вкусе преобладают шоколадно-смолистые нотки с ярко выраженными тонами сухофруктов и чернослива.

## Награды

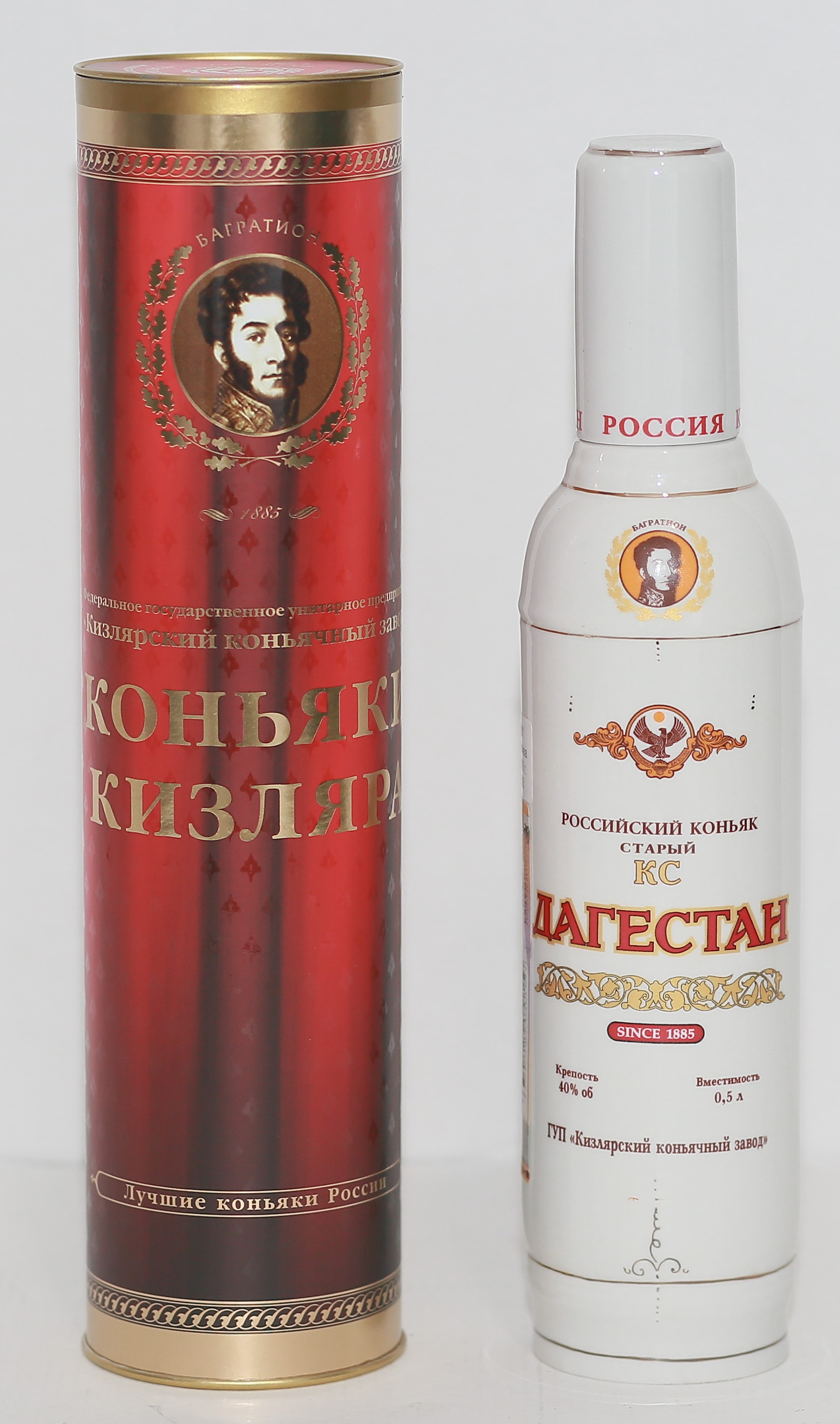
Фарфоровая бутылка коньяка "Дагестан", 2018 год

Напиток завоевал целый ряд Гран-При и десятки золотых и серебряных медалей на различных расистских и международных дегустациях и конкурсах.
- 1997 - Золотая медаль Международного конкурса «Крым-коньяк-97» Магарач г. Ялта
- 2002 - Золотая медаль Международного круглого стола  «Опыт руководителя» Кипр
- 2002 - Золотая медаль «INTERNATIONAL AWARD» г. Вашингтон
- 2003 - Гран-При «INTERNATIONAL AWARD» г. Вашингтон
- 2004 - Золотая медаль «ЛЕНЭКСПО» г. Санкт-Петербург
- 2005 - Золотая медаль Международного профессионального конкурса продуктов питания и напитков «Продукт года 2005» г. Москва
- 2006, 2007, 2008 - Золотая медаль Международного профессионального конкурса вин в Москве
- 2008 - Золотая медаль Международного конкурса «Лучший продукт – 2008» г. Москва
- 2013 - Гран-При Международной выставки напитков «Вино-Водка-2013»
- 2018 - Золотая медаль Российской агропромышленной выставки «Золотая осень»
- 2018 - Гран-При и золотая медаль Международного профессионального конкурса вин и спиртных напитков в Москве
- 2018 - Золотая медаль Дегустационного конкурса вин и коньяков «Золотой Лев» Голицынского Фестиваля
- 2019 - Золотая медаль Дегустационного конкурса «ПРОДЭКСПО»[9][10]
- 2019 — Золотой диплом «Вина Чёрного моря 2019»[11]